# 施帕布吕肯
施帕布吕肯是德国莱茵兰-普法尔茨州的一个市镇。总面积16.61平方公里，总人口1146人，其中男性576人，女性570人（2011年12月31日），人口密度69人/平方公里。